# Musée d'art et d'archéologie d'Aurillac
Le musée d'art et d'archéologie d'Aurillac, situé 37 rue des Carmes dans l'ancien couvent des visitandines à Aurillac dans le Cantal, est un musée d'art français.
Labellisé « musée de France », la municipalité l'a aménagé en 1992 dans un édifice du XVIIe siècle qui fut d'abord couvent de visitandines puis un haras national du XIXe siècle jusqu’aux années 1980.
Initié en 1853, date de création du Musée des peintures alors dirigé par le peintre aurillacois Éloy Chapsal (1811-1882), après divers regroupements en différents lieux dans la ville, le musée est finalement lié au centre culturel Pierre-Mendès-France au sein du même édifice en 1992.
Fermé en septembre 2023 dans le cadre d'une restructuration, il a rouvert le dimanche 23 juin 2024, enrichi de nouvelles collections dont une partie provient du Muséum des volcans,.

## Collections

### Habitat ancien
Un intérieur ancien du Cantal est reconstitué.

### Archéologie
Dans sa composante archéologique, le musée réunit des objets de la période néolithique jusqu'à l'époque médiévale avec notamment une série de bifaces du paléolithique, de l'outillage mésolithique provenant du site de Cuze de Neussargues, de l'outillage néolithique (hache polie à double tranchant et silex mis à jour à Mur-de-Barrez) et des objets provenant des tumuli des environs de Saint-Flour.
Issu du temple d'Aron à Aurillac est présent un ciste funéraire gallo-romain du premier siècle avec son urne de verre, en parfait état.
Pour la période médiévale, c'est le mobilier de l'habitat de Chastel-sur-Murat, un site qui a été constamment occupé entre le néolithique et la Renaissance.

### Peinture et sculpture
Les collections d'art détenues par le musée concernent les écoles française (notamment du Cantalien François Lombard), hollandaise (Mayken Verhulst) et italienne (Giovanni Serodine) du XVIIe siècle, les peintres français de la seconde moitié du XVIIIe siècle comme Joseph Vernet, ainsi que des peintres académiques du XIXe siècle comme Alexandre Cabanel, Thomas Couture ainsi que de nombreuses œuvres de l'Aurillacois Éloy Chapsal.
Un élément majeur du musée est le buste de Rodin réalisé par Camille Claudel.

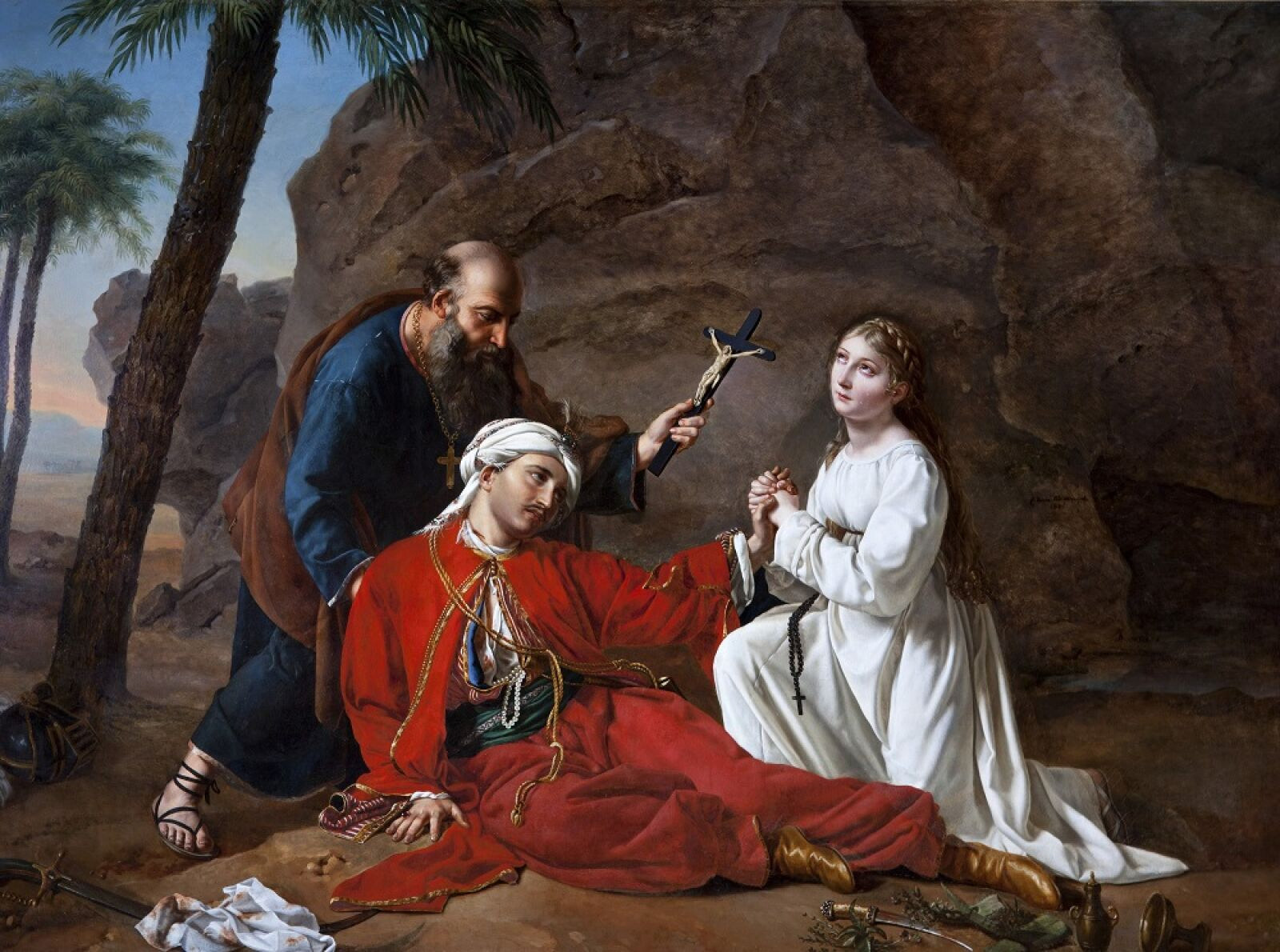
Césarine Davin-Mirvault, La Mort de Malek-Adhel, Salon de 1814, huile sur toile
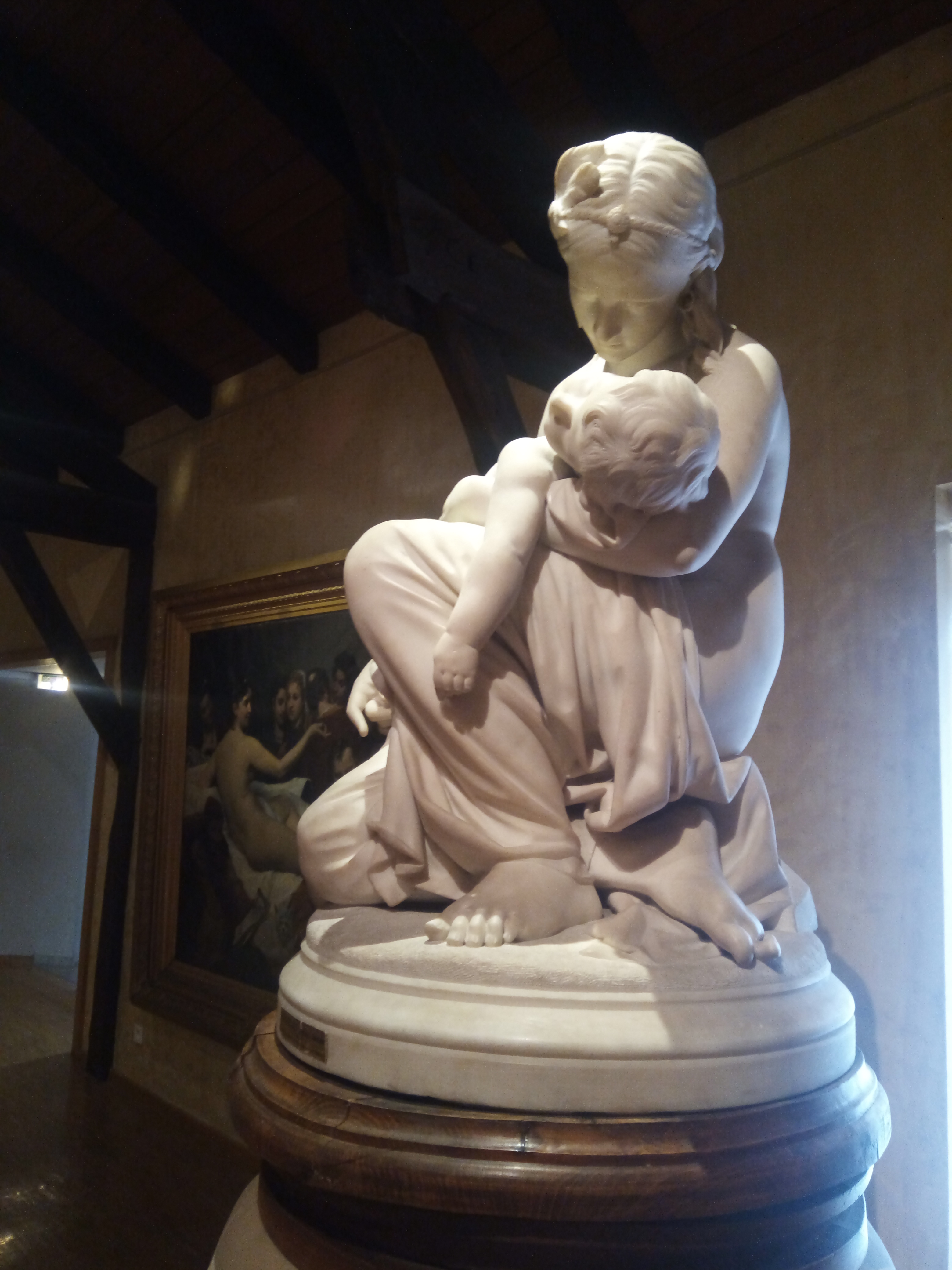
Émile André Boisseau, La Fille de Celuta pleurant sur son enfant mort, 1871, groupe en marbre
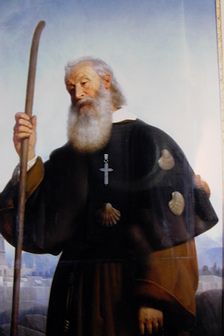
Eloy Chapsal, Le Pèlerin
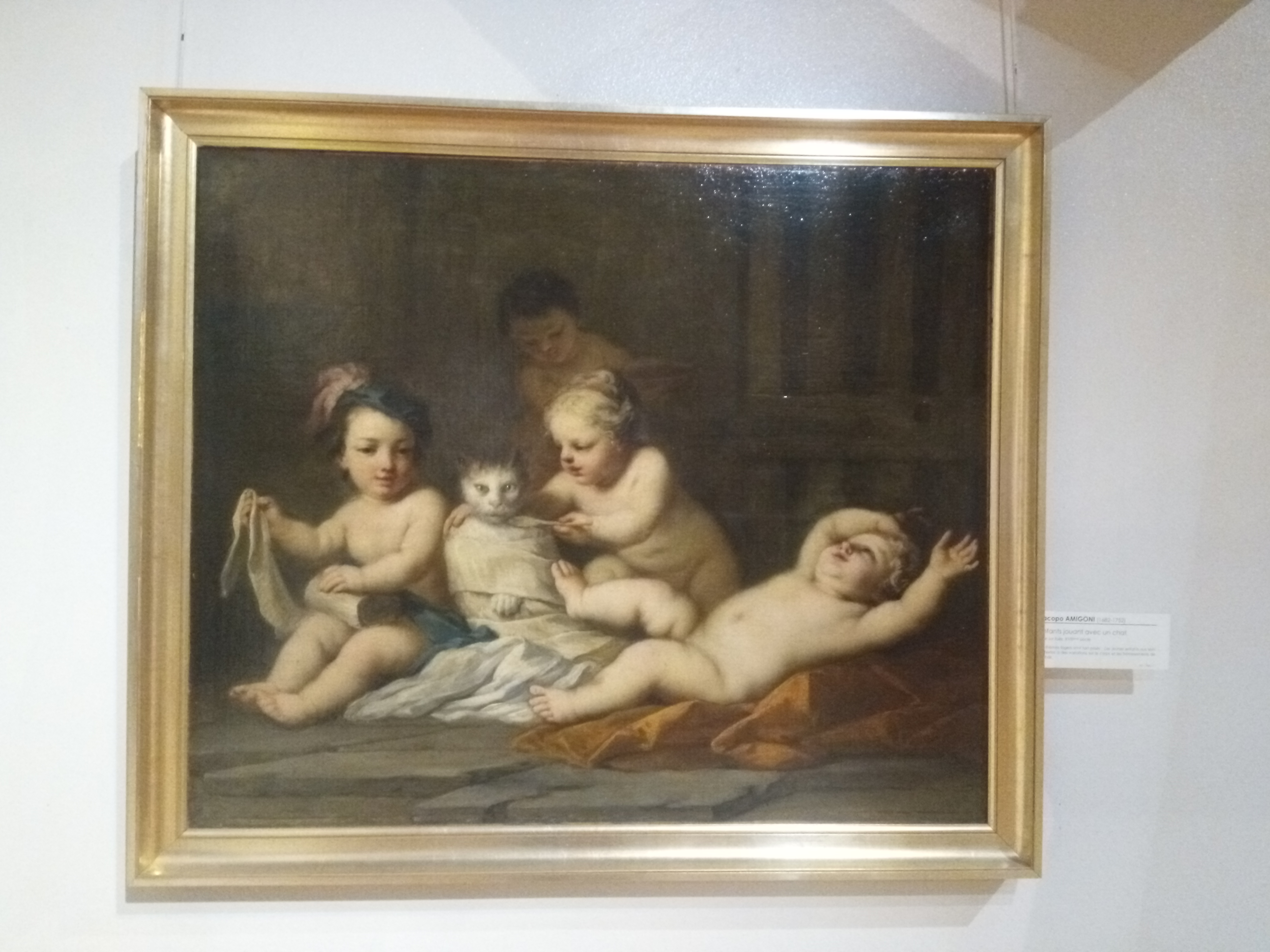
Jacopo Amigoni, Enfants jouant avec un chat
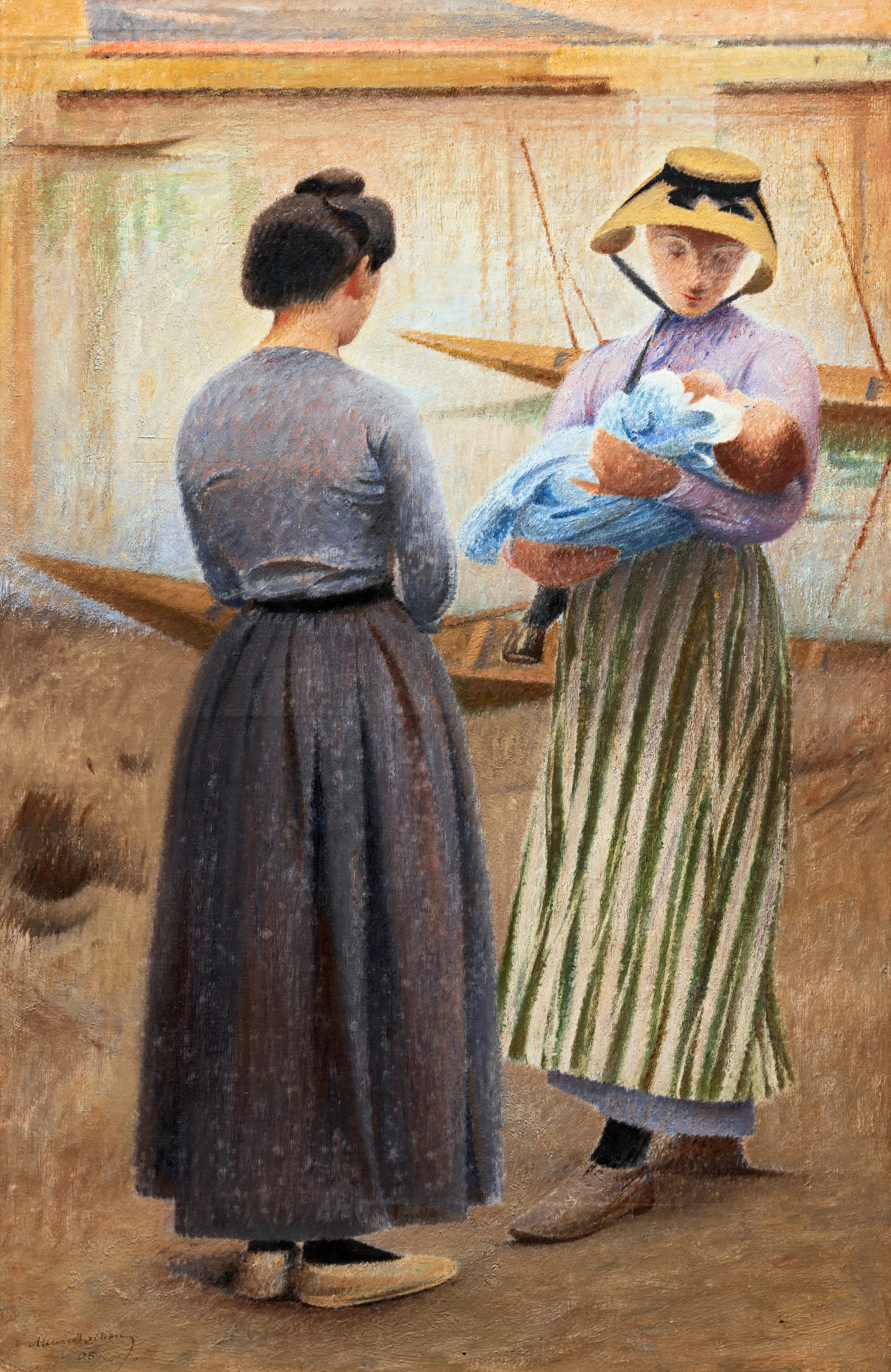
Henri Rachou, L'Enfant du pêcheur de sable, 1905

## Expositions temporaires
Le musée reçoit des expositions temporaires, particulièrement en saison estivale.
Ainsi, l'exposition sur le cinéma La Rose pourpre du Caire, conçue au musée pendant six mois en 2009 et regroupant une quarantaine d'artistes sous l'égide du Fonds régional d'art contemporain d'Auvergne.
En avril 2012, pour le cinquantenaire de la disparition de l'éminent chirurgien et auteur cantalien Henri Mondor, le musée a présenté une exposition-hommage intitulée Henri Mondor, l'éthique d'une vie.
En 2012, le musée a produit avec le soutien du ministère de la Culture la série Artefact du plasticien Éric Vassal, série mettant en perspective le patrimoine contemporain et le regard singulier d’un artiste.
En 2021 a été présentée l'histoire mondiale de la photographie couleur, reconnue d’intérêt national par le ministère de la Culture.

## Accès
Le musée est ouvert du dimanche au vendredi de 11h à 18h.